# Dvanáct bobulí révy

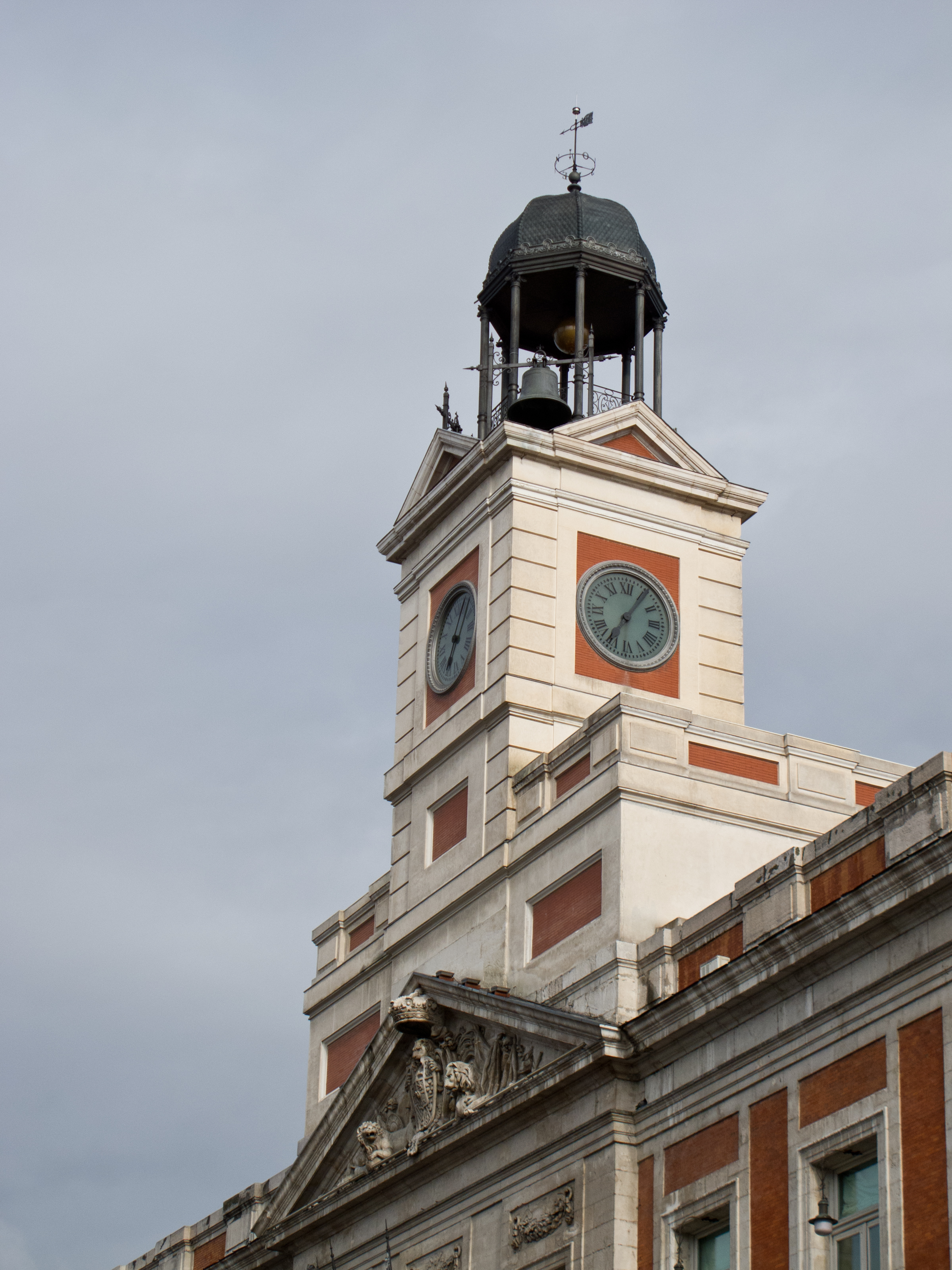
Hodiny na Puerta del Sol v Madridu

Dvanáct bobulí révy nebo hroznů štěstí (španělsky las doce uvas, uvas de la suerte) je tradice, v rámci které se jí dvanáct zelených bobulí révy, jedna na každý úder zvonu, během jedné minuty po půlnoci z 31. prosince (Silvestr) na 1. ledna. Zvyk údajně přináší štěstí do nového roku. 
Původně jde o tradici španělského původu, která se rozšířila do dalších latinskoamerických zemí, jako jsou Mexiko, Venezuela, Bolívie, Ekvádor, Salvador, Peru, Kolumbie, Portoriko, Nikaragua nebo Kostarika. Nejvýznamnějším místem, kde se hroznové bobule jí ve Španělsku, je náměstí Puerta del Sol v Madridu. Tam se na budově poštovního úřadu nacházejí známé hodiny, odkud téměř všechny španělské televizní kanály vysílají zvonění při příchodu nového roku. Na vlastní přípitek se tradičně používá španělské šumivé víno cava.

## Historie

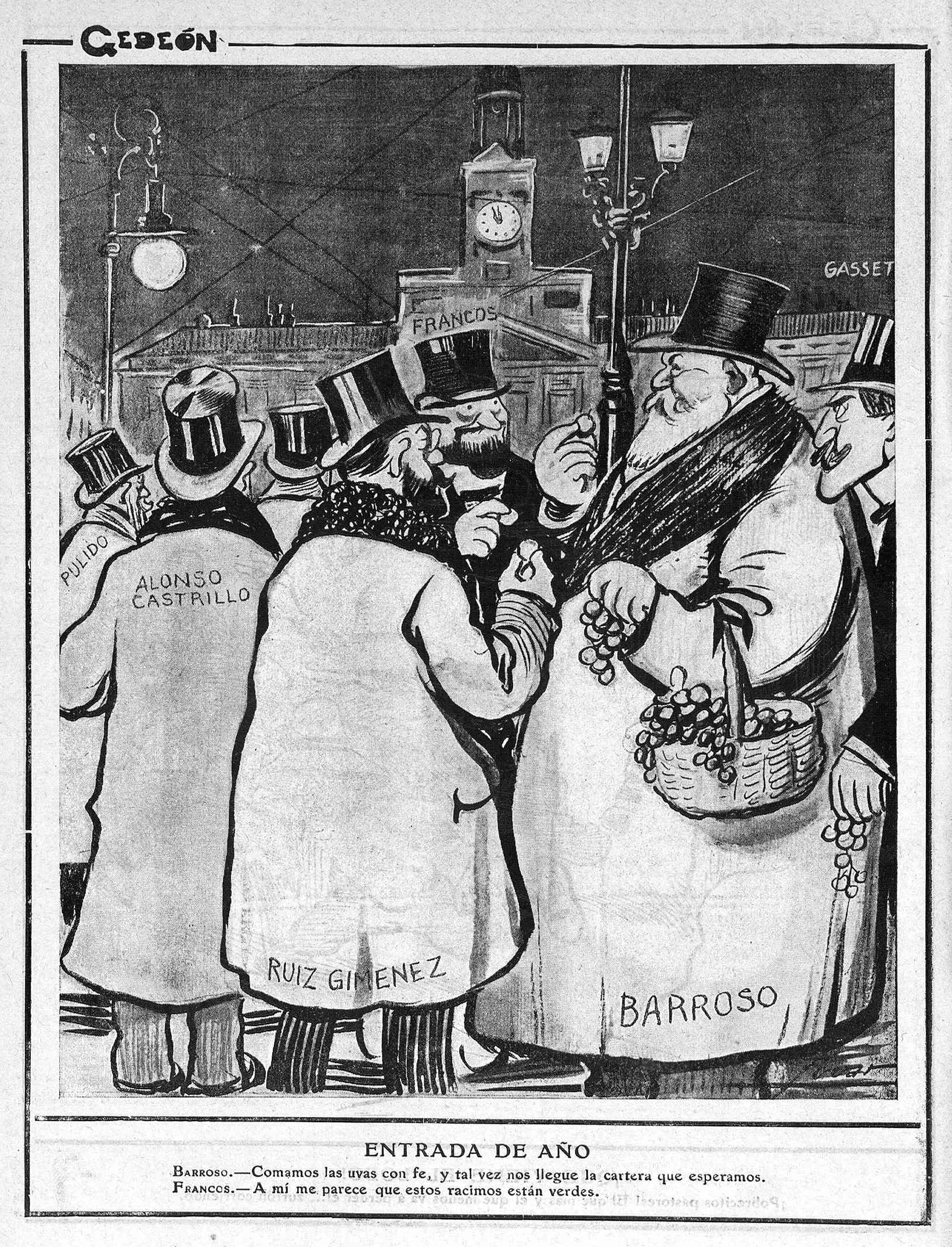
Karikatura z 1. ledna 1911 s několika politiky, kteří jedí hroznové víno na Puerta del Sol

2. ledna 1894 španělské noviny El Siglo Futuro (Budoucí století) publikovaly článek deníku El Imparcial z předchozího dne s názvem „Hrozny dobročinnosti“, který hovoří o zvyku „dovezeném z Francie, jež však u nás zdomácněl“. Ve stejný den bylo v periodiku Vojenská pošta možné číst: „Nezničitelný zvyk jíst hrozny po vyslechnutí prvního zvonění oznamujícího dvanáct hodin shromáždil v bratrském kolokviu nespočet rodin, a všichni sborově křičeli: Ještě jeden rok! “.
Na Silvestra roku 1895 se objevila písemná zmínka o dvanácti bobulích vína, které symbolizovaly dvanáct měsíců roku, a v ten den se předseda vlády s rokem 1895 rozloučil hrozny a šampaňským.
Vzniku tradice konzumace hroznů předcházelo vydání vyhlášky tehdejšího starosty Madridu Josého Abascala y Carredano z prosince 1882, jež uložila poplatek 1 dura (pět peset) všem, kteří chtěli jít vstříc Třem králům. Tato tradice měla zesměšňovat některé cizince, kteří tehdy přicházeli a byli vedeni k přesvědčení, že Tři krále museli jít vyhledat brzy ráno 5. ledna; kromě toho se tradice využívala k popíjení a dělání hluku dle libosti. Vyhláškou José Abascal připravil obyvatele Madridu o možnost užít si plně jednodenní svátek, kdy bylo povoleno téměř všechno. To spolu se zvykem rodin zvyklých jíst hrozny a pít šampaňské při silvestrovské večeři způsobilo, že se skupina lidí v Madridu rozhodla tento měšťanský zvyk ironizovat a šla jíst hrozny víno za zvuku zvonů na Puerta del Sol. Madridský tisk to komentoval již v lednu 1897.

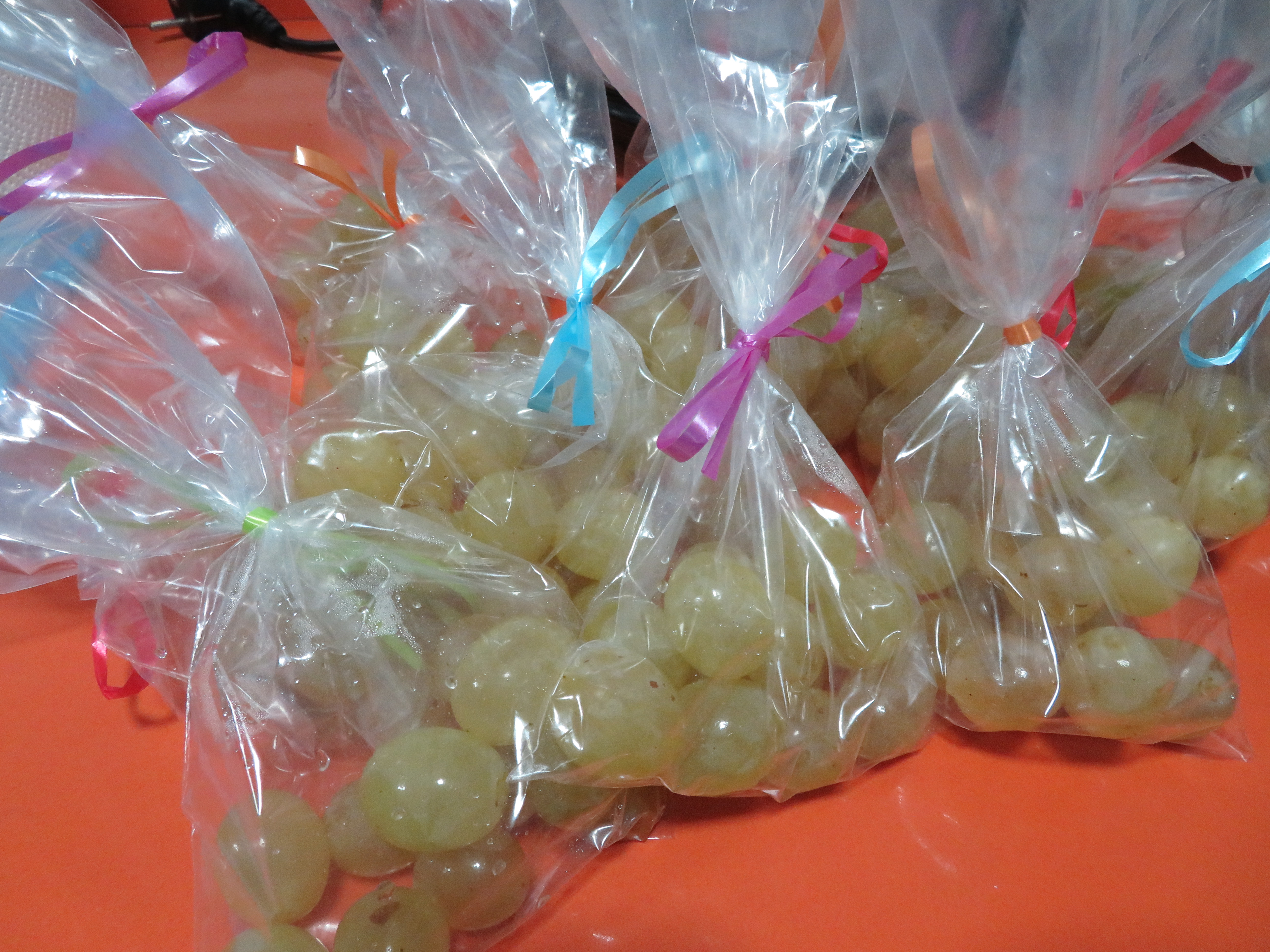
Dvanáct bobulí révy

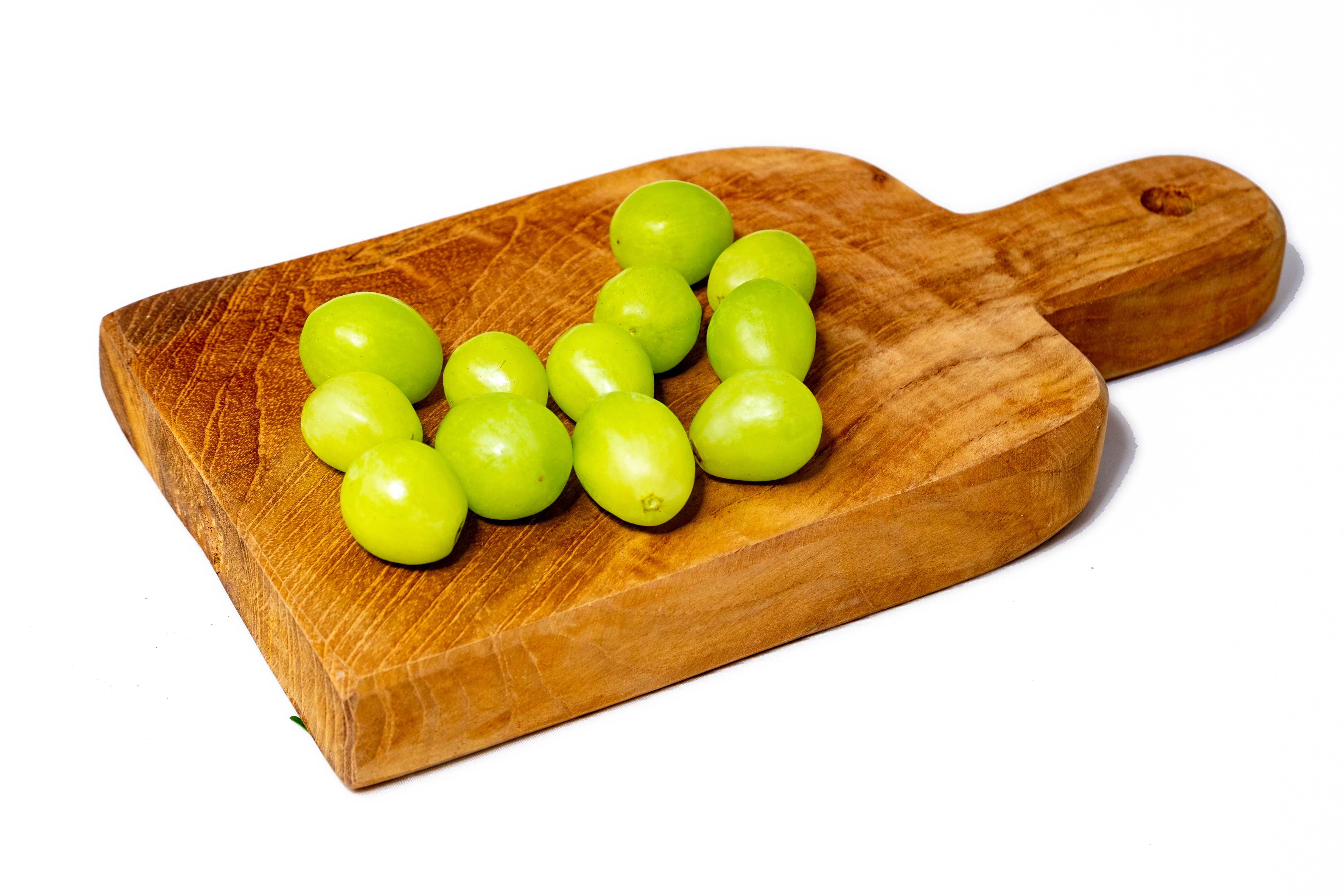
Připravených dvanáct hroznů

Tradice, která praví, že dvanáct hroznů se jí u hodin na náměstí Puerta del Sol, ale vzbudila tolik zájmu, že se v roce 1903 hrozny jedly také v kanárském Tenerife a postupně se to rozšiřoval do zbytku Španělska. Tisk si v lednu roku 1907 stěžoval, že tato tradice, údajně dovezená aristokraty z Francie nebo Německa zakořenila ve vyšší společnosti, ale přijala ji také nižší třída, i když se jí v prvních letech vysmívala. Tato tradice byla v roce 1903 známá již po celém Španělsku, ačkoli se po celém území státu rozšířila teprve v dalších letech. Někteří ji vztahují k roku 1880, ale prosadila se až v prosinci 1896 a je zdokumentována od prosince 1897.
Další teorií je, že se zemědělcům v Alicante poté, co se jim v roce 1909 urodil přebytek hroznů, podařilo zvyk popularizovat a časem se upevnil jako tradice. 

## Hrozny

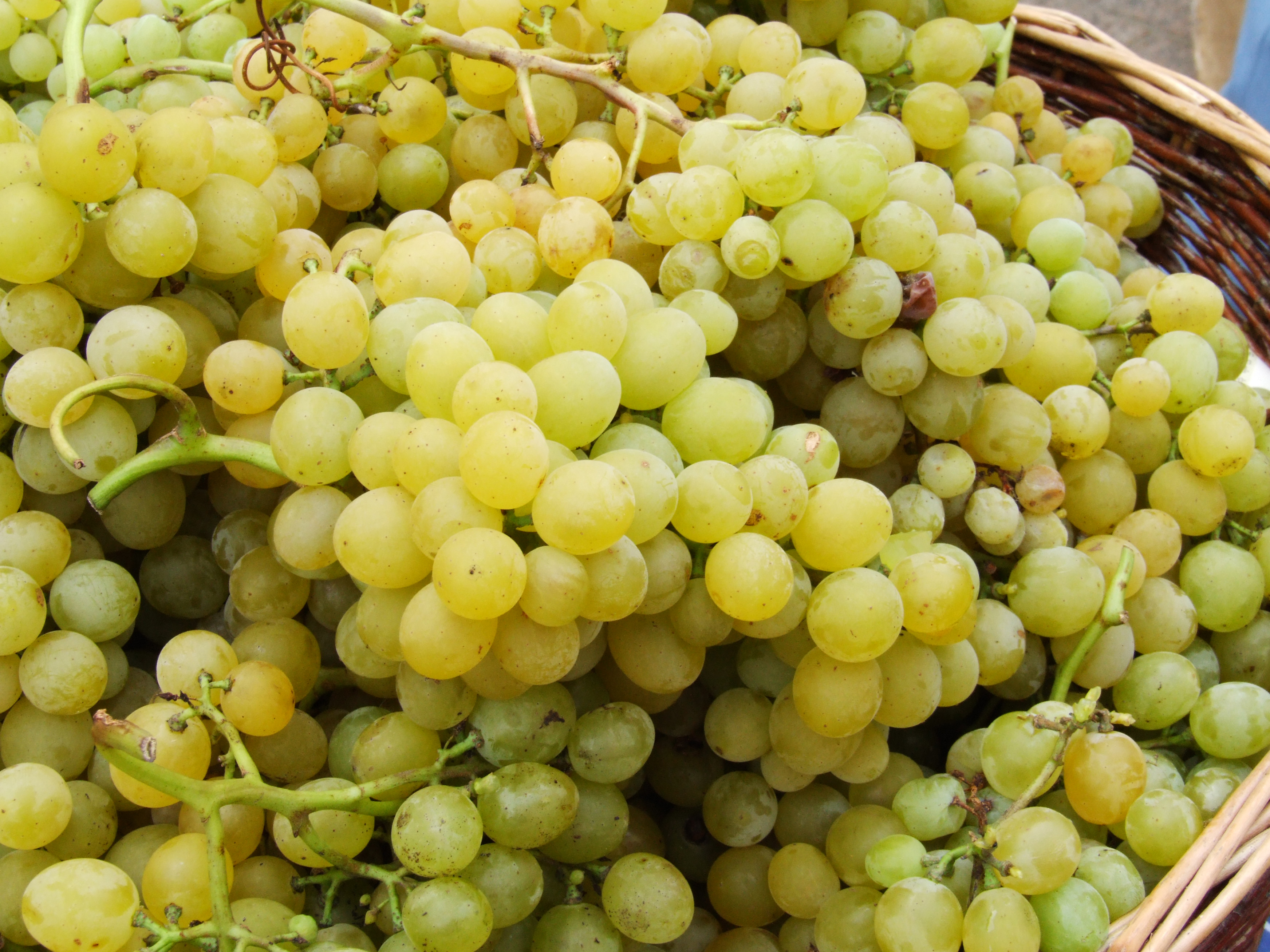
Hrozny typické pro konec roku

Ve Španělsku se používají hrozny čerstvé, zatímco v jiných zemích, například v některých Latinské Ameriky, se jí dvanáct rozinek. Důvod počtu dvanácti bobulí není zcela jasný; může to být „dvanáct měsíců“, tedy jedna bobule za každý měsíc, anebo „dvanáct úderů zvonu“, tedy jedna bobule za každý úder. Ve skutečnosti obě motivace tvoří soulad. 
Podle tradice se věří, že každého, kdo sní dvanáct hroznů do rytmu úderů zvonu, čeká úspěšný rok. Některé obchodní společnosti v této tradici viděly dobrou příležitost a začátkem roku 2000 začaly prodávat dózy s dvanácti hrozny, již oloupanými a bez semen. 

## Zvonění ve španělské televizi
Vysílání dvanácti úderů zvonů začalo ve Španělské televizi v roce 1962, dříve se sledovalo pouze rádio. Po mnoho let se ve Španělsku, zejména když existovaly pouze dvě veřejné televizní sítě, vysílalo z Puerta del Sol v Madridu, s výjimkou roku 1973, kdy se zvonění přenášelo z Barcelony.
Zvnonění začíná předehrou (carillón), následují čtyři dvouúdery zvané cuartos, vždy oddělené několikasekundovou pauzou, a hrozny se začínají jíst teprve potom s dvanácti údery zvonu (campanadas), mezi nimiž je potřeba každou bobuli sníst během třech sekund. 